# St. Nikolaus (Haimhausen)

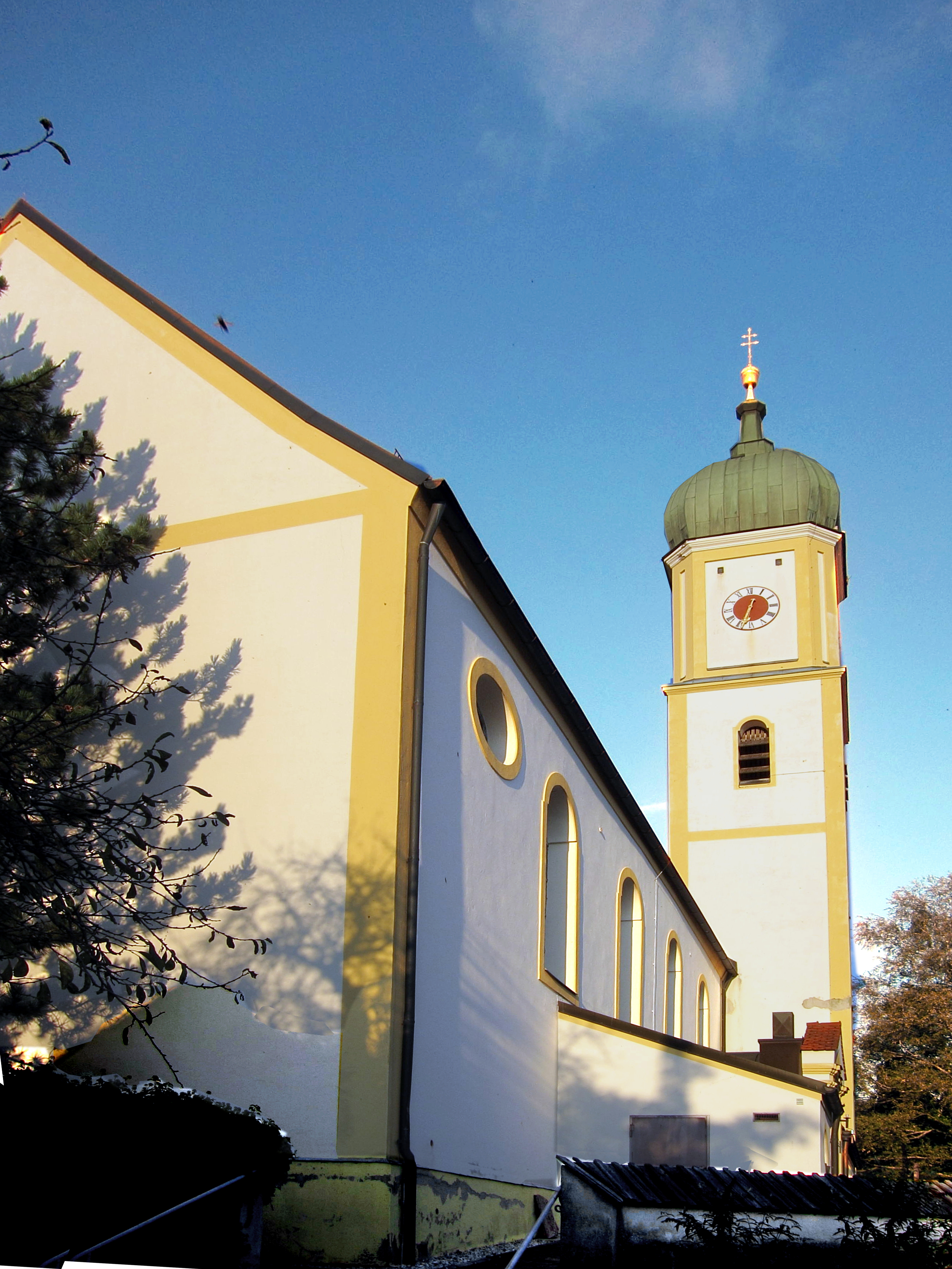
St. Nikolaus in Haimhausen

Die römisch-katholische Pfarrkirche St. Nikolaus steht in Haimhausen, einer Gemeinde im oberbayerischen Landkreis Dachau. Schutzpatron ist der heilige Nikolaus von Myra. Das Bauwerk ist in der Liste der Baudenkmäler in Haimhausen als Baudenkmal unter der Nr. D-1-74-121-9 eingetragen. Die Kirche gehört zum Dekanat Dachau im Erzbistum München und Freising.

## Beschreibung

### Bauwerk
Die im Kern spätgotische Saalkirche wurde 1698 bis 1701 barock umgestaltet. Sie besteht aus dem im 19. Jahrhundert nach Westen verlängerten Langhaus, dem eingezogenen, dreiseitig geschlossenen Chor im Osten und dem 36 Meter hohen Chorflankenturm auf quadratischem Grundriss an der Südwand des Chors. Sein oberstes quadratisches Geschoss enthält den Glockenstuhl mit vier Glocken, das Geschoss darüber mit abgeschrägten Ecken die Turmuhr. Darauf sitzt eine Zwiebelhaube. 
Im Laufe der Jahre wurde die Kirche baufällig und insbesondere der hölzerne Dachstuhl drohte auseinanderzubrechen. Lange Zeit wurde das Gebäude provisorisch gesichert, bis 2013 eine umfangreiche Sanierung begann, in deren Verlauf unter anderem die 1958 von Michael P. Weingartner gemalten Deckengemälde im Chor überstrichen und im Kirchenschiff von einer abgehängten Kunststoffdecke überdeckt wurden. Mit einem von Kardinal Reinhard Marx zelebrierten Festgottesdienst wurde am 10. Juli 2021 die Kirche wiedereröffnet.

### Ausstattung
Im Innenraum des Chors wird ein Kruzifix von den Skulpturen des heiligen Sebastian und des heiligen Korbinian flankiert, die Egid Verhelst dem Älteren zugeschrieben werden. Der im Neurenaissancestil gebaute Choraltar aus dem Jahr 1876 zeigt im großen Altarblatt den Kirchenpatron St.Nikolaus und im kleineren Altarauszug die Muttergottes mit dem Kind auf dem Arm. Die Assistenzfiguren des Altars stellen die Heiligen Petrus und Paulus dar.
Die Seitenaltäre entstanden wahrscheinlich 1708 und sind der Muttergottes (links) und dem heiligen Josef gewidmet; ihre Figuren stehen in den Mittelnischen der Altäre.
Die Gemälde in den Auszügen zeigen links den hl. Antonius und rechts den hl. Apostel Simon Zelotes. Die Assistenzfiguren sind die Heiligen Rochus und Sebastian (links) sowie Korbinian und auch hier Antonius von Padua. 
Der schlichte Zelebrationsaltar und der Ambo schufen 2020 Architekt Ricco Johanson aus München und der Ebersberger Kunstschmied Matthias Larasser-Bergmeister aus Bronze.

### Orgel

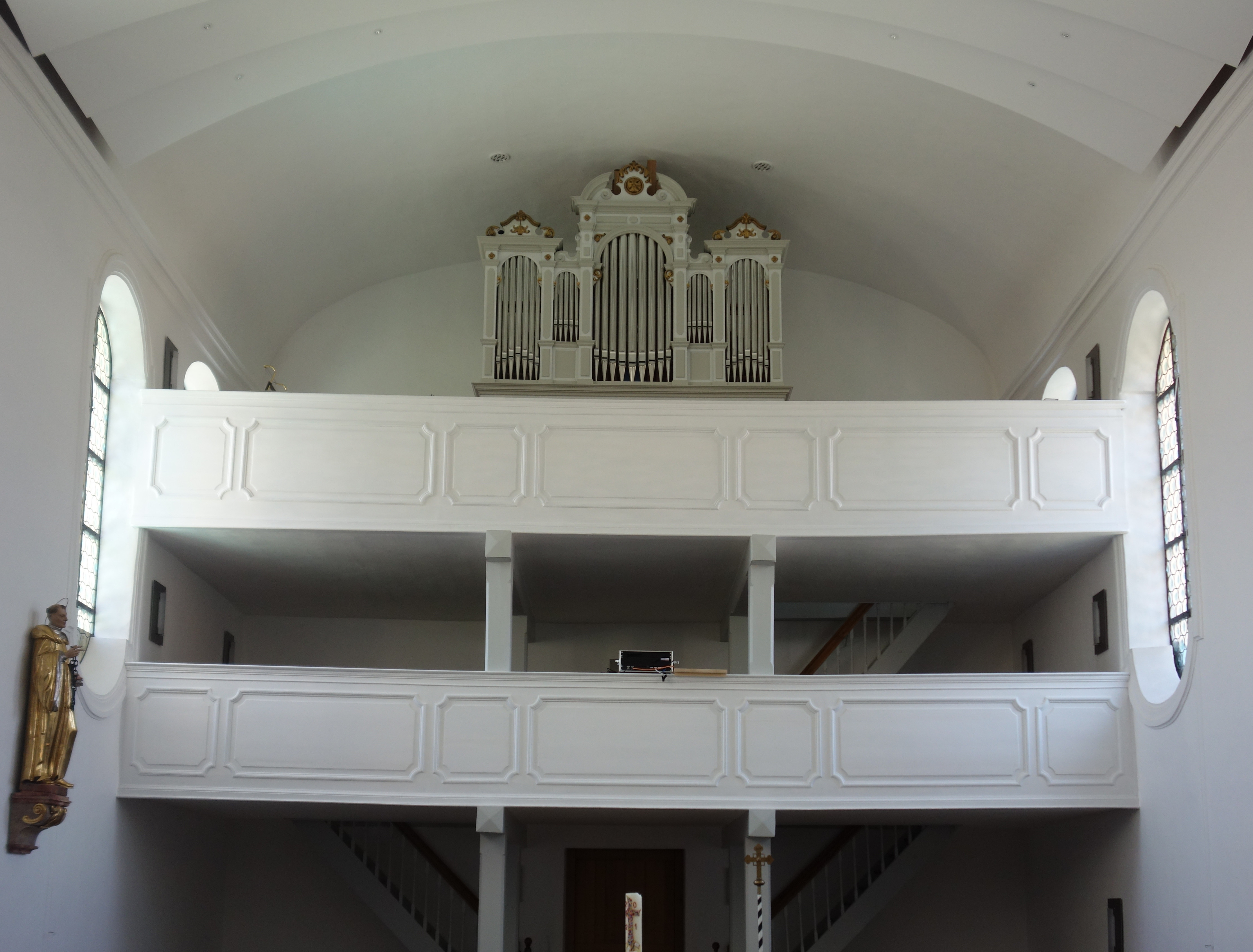
Die Maerz/Beckerath-Orgel

Die Orgel wurde im Jahr 1900 von Franz Borgias Maerz als op. 377 gebaut. Sie hatte zunächst zwölf Register auf zwei Manualen und Pedal. Im Zuge der Generalsanierung der Kirche restaurierte die Orgelbaumanufaktur Rudolf von Beckerath aus Hamburg die Orgel. Dazu wurde  sie völlig auseinandergebaut, gereinigt und um drei Register erweitert. Außerdem wurde der Spieltisch neu gebaut. An Ostern 2021 weihte Pfarrer Konrad Seidl die restaurierte Orgel neu ein. Die Disposition lautet:
| I Hauptwerk C–f3 |       |   |
| Bourdon          | 16′   |   |
| Principal        | 8′    |   |
| Gamba            | 8′    |   |
| Tibia            | 8′    |   |
| Octav            | 4′    |   |
| Traversflöte     | 4′    |   |
| Octave           | 2′    | B |
| Cornett III      | 2 ⁄3′ | B |
| Mixtur IV        | 2 ⁄3′ |   |
| Trompete         | 8′    | B |

| II Nebenwerk C–f3 |    |
| Geigenprincipal   | 8′ |
| Lieblich Gedeckt  | 8′ |
| Salicional        | 8′ |

| Pedal C–d1 |     |
| Subbaß     | 16′ |
| Violonbaß  | 8′  |

- Koppeln: II/I, I/P, II/P
- Bemerkungen: Kegellade, pneumatische Spiel- und Registertraktur, freistehender Spieltisch

Anmerkungen
B = Beckerath (2021)

### Geläut
Die Kirche verfügt über vier Glocken.  Sie bilden die Melodielinie eines Molldurquartetts. Die Glocken im Einzelnen:
| Nr. | Name               | Material | Gussjahr | Gießer                 | Gewicht [kg] | Schlagton |
| --- | ------------------ | -------- | -------- | ---------------------- | ------------ | --------- |
| 1.  | Christkönigsglocke | Bronze   | 1949     | Ludwig Will, Bruckberg | 2.405        | cis1      |
| 2.  | Marienglocke       | Bronze   | 1949     | Ludwig Will, Bruckberg | 1.010        | e1        |
| 3.  | Nikolausglocke     | Bronze   | 1949     | Ludwig Will, Bruckberg | 740          | gis1      |
| 4.  | Johannesglocke     | Bronze   | 1927     | Josef Bachmair, Erding | 330          | h1        |